# 小島隆雄
小島 隆雄（こじま たかお）は、元エフエム東京のアナウンサーである。

## プロフィール
神奈川県立鎌倉高校、早稲田大学法学部卒業。
エフエム東京で報道・情報センター部長、子会社の㈱ジャパンエフエムネットワーク常務取締役などを経て2006年退任した。
現在は、㈱アイツーコミュニケーションズ代表取締役、キーズアナウンススクール特別講師、鎌倉エフエム放送㈱番組審議会委員などを務めている。
　　　